# Zamach stanu Al-Gajlaniego
Do zamachu stanu Al-Gajlaniego, zwanego również zamachem stanu „złotego czworoboku”, doszło 1 kwietnia 1941. W rezultacie obalono reżim regenta Abd al-Ilaha i objęcia stanowiska premiera przez Raszida Alego al-Gajlaniego. Zamachem kierowali czterej generałowie iraccy o poglądach nacjonalistycznych, nazywani „złotym czworobokiem”. Ich celem było wywalczenie pełnej suwerenności Iraku, w miejsce ustroju wprowadzonego przez Brytyjczyków w 1932, przy współudziale z wywiadem wojskowym niemieckim. Z kolei Niemcy planowały w razie powodzenia przejęcie złóż naftowych na terenie Iraku, a może i Iranu (pod rządami sympatyzującego z nimi Rezy Szaha Pahlawiego), i koordynowały przewrót Al-Gajlaniego ze swoją ofensywą w Afryce Północnej, mającej na celu odebranie Brytyjczykom Egiptu i strefy Kanału Sueskiego. W efekcie doszło do brytyjskiej inwazji na Irak i okupacji kraju przez Brytyjczyków do 1947. 

## Historia
W pierwszym okresie II wojny światowej, w latach 1939–1941, rządzili Irakiem regent Abd al-Ilah oraz premier Nuri as-Sa’id, lojalni wobec Wielkiej Brytanii. Irak zerwał stosunki z Niemcami 5 września 1939, 5 dni po ataku Niemiec na Polskę i 2 dni po wypowiedzeniu Niemcom wojny przez Wielką Brytanię. Jednakże część oficerów armii irackiej oraz członków rządu Nur as-Sa’ida w dalszym ciągu sympatyzowała z Niemcami. 
1 kwietnia 1941 doszło do przewrotu wojskowego Al-Gajlaniego. 18 kwietnia w irackim porcie Al-Basra nad Zatoką wylądowała indyjska 20 Brygada Piechoty. Brytyjczycy usprawiedliwili swoją interwencję warunkami traktatu o obronie, zawartego z Irakiem przed przyznaniem krajowi niepodległości w 1932. Na jego mocy Brytyjczycy mieli prawo utrzymywania swoich wojsk w Iraku bez uzgadniania tego z rządem irackim. 
Rząd Al-Gajlaniego wysłał główny trzon wojsk lądowych (brygadę piechoty, brygadę artylerii, 12 wozów opancerzonych i czołgów) na płaskowyż górujący nad bazą RAF-u w Al-Habbaniji, 80 km na zachód od Bagdadu, nad Eufratem. Irakijczycy zabronili Brytyjczykom jakichkolwiek manewrów z wykorzystaniem lotniska w Al-Habanijji, Brytyjczycy z kolei zażądali od Irakijczyków wycofania się z tego regionu, a po upływie terminu ultimatum zaatakowali ich 2 maja. Wobec przewagi Brytyjczyków w powietrzu Irakijczycy zostali zmuszeni do odwrotu do Faludży. Doszło do starć w powietrzu, w których lotnictwo irackie broniło swoich baz w Mosulu i Rashid. Posiłki dla Brytyjczyków nadeszły z dwóch kierunków: oddziały brytyjskie, transjordańskie oraz elitarny Ochotniczy Legion Arabski przybyły w dwóch kolumnach, przez pustynię, z Transjordanii, natomiast przez port w Al-Basrze nadeszły posiłki z Indii. Armia iracka została wyparta z Faludży do Bagdadu. Stolica Iraku padła tydzień później. Wówczas Brytyjczycy przywrócili rządy regenta i popierającego ich gabinetu. 
Z kolei rząd Al-Gajlaniego w czasie kampanii irackiej w 1941 otrzymywał posiłki, choć ograniczone, od Niemiec i Włoch, których wojska operowały wówczas w Afryce Północnej. Władze na terytorium mandatowym w Syrii, sprawowanym wówczas przez kolaborujący z Niemcami rząd Vichy, również wspierały działania państw Osi i ich sojuszników w Iraku, m.in. udostępniając swoje lotniska w Syrii.